# Individuelle Expropriation
Individuelle Expropriation (auch Individuelle Wiederaneignung; französisch reprise individuelle) bezeichnet eine Form der direkten Aktion, die auf die Entwendung des Eigentums Wohlhabender zugunsten Armer abzielt und im frühen 20. Jahrhundert vor allem in Frankreich, Belgien, Großbritannien und der Schweiz diskutiert und durchgeführt wurde.

## Konzept
Pierre-Joseph Proudhon als Begründer des Anarchismus in Frankreich kam 1840 in seiner Schrift Qu' est-ce que la propriété? (deutsch „Was ist das Eigentum?“) zu dem Schluss: „Eigentum ist Diebstahl!“, wobei er unter Eigentum solches verstand, das die Voraussetzung für Einkommen ohne Arbeit ist. Damit stellte er Privateigentum an Produktionsmitteln, Mietshäusern, Wertpapieren und ähnlichem ins Zentrum seiner Kritik an den herrschenden politischen und sozialen Verhältnissen im Kapitalismus. Dieses sei ebenso wie der bürgerliche Staat, der es schützen soll, direkt und unmittelbar zu bekämpfen, anzueignen und durch selbst organisierte Formen des Gemeinguts zu ersetzen.
Zugleich war Bakunins Idee der Propaganda der Tat in anarchistischen Kreisen sehr verbreitet.
Individualanarchisten leiteten aus dieser revolutionären Vorstellung die Idee ab, Unternehmer, Politiker und Kleriker mittels Diebstahl, Einbruch und Raub direkt zu enteignen. Die Individuelle Expropriation wurde als Widerstand gegen die ungerecht empfundene Sozialordnung betrachtet, der ein höheres Naturrecht auf gleichmäßige Verteilung aller Güter entgegenstünde. Auf Debatte wurde zugunsten der Gewalt verzichtet, die Umverteilung der Güter galt als moralisch höherwertiger.
Eric Hobsbawm beschrieb in seiner Studie über Banditen den Typ der Expropriateure als Revolutionäre, die „zwar nicht zur eigentlichen Welt von Robin Hood gehören, die sich aber auf die ein oder andere Weise wie dieser bedienen und vielleicht sogar seinen Mythos annehmen“.

## Protagonisten
Bekannte Anhänger der Individuellen Expropriation und weitere Illegalisten waren Ravachol, Clément Duval und Jules Bonnot in Frankreich. In Russland waren die Gruppen Besnatschalie (Ohne Autorität) und Tschernoe Snamja (Schwarzes Banner) bekannt für Enteignungen. In Deutschland werden Max Hoelz und Karl Plättner zu ihnen gezählt. Auch der Spanier Lucio Urtubia handelte lange nach diesem Ideal.